# Hans Jørn Fogh Olsen
| 3033 Holbaek | 5 marzo 1984     |
| 3934 Tove    | 23 febbraio 1987 |
| 5320 Lisbeth | 14 novembre 1985 |
| 5321 Jagras  | 14 novembre 1985 |

Hans Jørn Fogh Olsen (14 novembre 1943) è un astronomo danese.
Il Minor Planet Center gli accredita la scoperta di quattro asteroidi, effettuate tra il 1984 e il 1987, tutti in collaborazione con Karl Augustesen e Poul Jensen.
Gli è stato dedicato l'asteroide 5323 Fogh.